# 黎湛枝

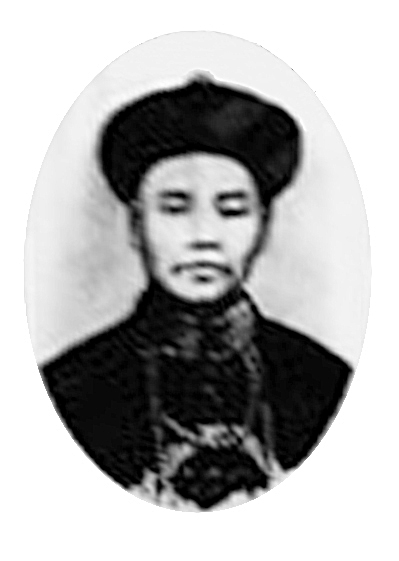

黎湛枝（清同治九年九月十六日至民国十七年三月十日，即1870年10月10日—1928年4月29日），字露苑，亦作露庵、璐庵，广东南海县狮山镇黎边村人。清末政治人物，人称广东宰相，曾任清末皇帝溥仪的老师。

## 生平
黎湛枝生于清朝同治九年（1870年）。光绪十二年（1886年），黎湛枝在16岁时考取秀才。光绪十九年（1893年）中式举人。光绪二十九年（1903年），会考中进士，殿试二甲第一名，钦点金殿传胪，同年闰五月，改翰林院庶吉士。后来，成为溥仪的老师。宣统元年（1909年），“奉圣赏加侍讲衔、太子少保”，同年4月任出使俄国参赞。民国元年（清宫内称宣统四年，1912年），获“钦赐礼部尚书一品衔”。民国十三年（清宫内称宣统十七年，1924年）溥仪迁出紫禁城后，黎湛枝也同到天津。